# Tommaso Masaracchio
Tommaso Masaracchio (Niscemi, 29 settembre 1820 – Niscemi, 6 ottobre 1900) è stato un rivoluzionario italiano.

## Biografia
Originario di una famiglia di San Michele di Ganzaria, passò la sua giovinezza a Niscemi; trasferendosi per gli studi prima a Catania e poi a Palermo. Durante gli anni passati fuori Niscemi, incominciò a frequentare universitari e giovani liberali ostili al governo borbonico. 
Decise così di appoggiare la causa liberale e si batté per l'unificazione dell'Italia, oltre che per la liberazione della Sicilia dai Borboni. Partecipò attivamente ai moti del 1848. Conobbe Francesco Crispi e con quest'ultimo, a Palermo, il 12 gennaio 1848, fu assieme anche a Rosolino Pilo tra i primi a sparare contro i soldati borbonici. Per i suoi atti eroici gli fu assegnata la medaglia al valor militare e il grado di colonnello.
Fu eletto deputato al primo parlamento siciliano nel 1848. L'anno successivo fu l'ultimo a rimanere a Palermo per guidare il popolo contro le truppe borboniche che, nel frattempo, avevano riconquistato la città.
Fu nominato alto commissario del governo per la difesa della Valle del Nisseno, presidente del comitato di guerra, ispettore generale di artiglieria ed ottenne il titolo di Primo Cavaliere Salvatore di Francia.
A seguito del fallimento dei moti fu costretto ad emigrare a Malta, dove fece parte del gruppo dei rivoluzionari comandati da Pasquale Calvi.
In quegli anni entrò a far parte del comitato rivoluzionario dei siciliani. Nel 1850 Giuseppe Mazzini inviò una lettera agli esuli maltesi, esortandoli alla lotta e ad unirsi alla causa dell'unificazione italiana. I comitati maltesi accettarono l'esortazione e Tommaso Masaracchio prese le redini dell'organizzazione. Lo stesso Masaracchio noleggiò le navi per il trasporto delle armi e dei volontari, ma dopo essere stato scoperto dai Borboni, la spedizione fallì. Deluso e stremato dalle battaglie, nel 1858 decise di rientrare a Niscemi, ma nel 1860, appresa la notizia della partenza della spedizione di Giuseppe Garibaldi, diede il suo contributo alla lotta per la liberazione della Sicilia. 
Morì a Niscemi il 6 ottobre 1900.

## Opere
- A S.M. Umberto I, secondo re dell'Italia redenta, G. Scrodato, 1878